# Кесларн
Кесларн (њем. Kößlarn) град је у њемачкој савезној држави Баварска. Једно је од 38 општинских средишта округа Пасау. Према процјени из 2010. у граду је живјело 1.952 становника. Посједује регионалну шифру (AGS) 9275131.

## Географски и демографски подаци
Кесларн се налази у савезној држави Баварска у округу Пасау. Град се налази на надморској висини од 425 метара. Површина општине износи 25,5 km². У самом граду је, према процјени из 2010. године, живјело 1.952 становника. Просјечна густина становништва износи 77 становника/km².